# 5-Гидропероксиэйкозатетраеновая кислота
5-Гидропероксиэйкозатетраеновая кислота (5-гидропероксид арахидоновой кислоты; англ. 5-hydroperoxyeicosatetraenoic acid, 5-HPETE; arachidonic acid 5-hydroperoxide) — производное арахидоновой кислоты, промежуточное соединение синтеза лейкотриенов (лейкотриена A4 как первого продукта цепи реакций). Образуется в клетках ферментом арахидонат-5-липоксигеназой в результате реакции диоксигенации (присоединения двух атомов кислорода на месте двойной связи).

Синтез эйкозаноидов.